# Swetlana Wianorowna Korsaja

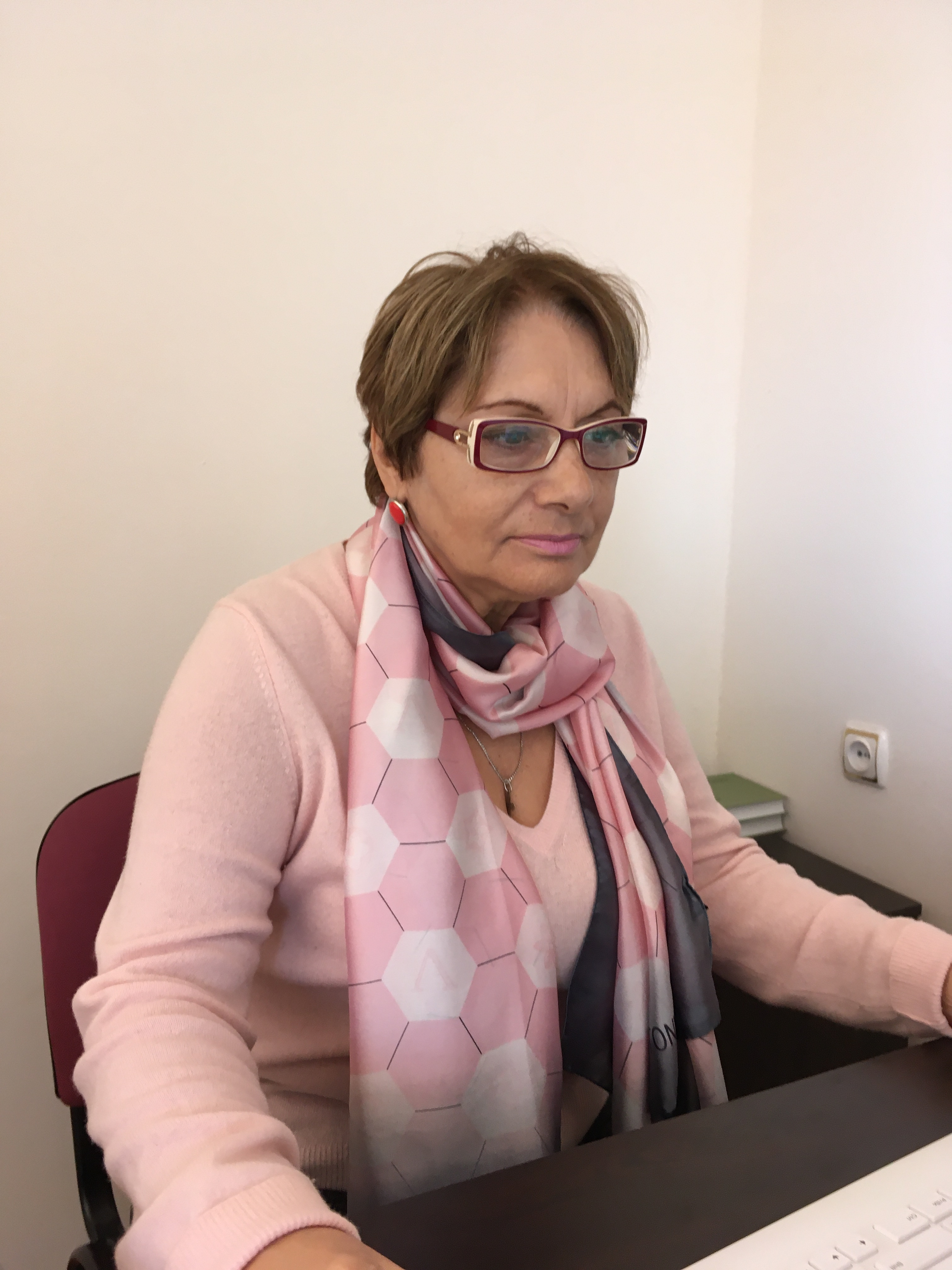
Swetlana Wianorowna Korsaja

Swetlana Wianorowna Korsaja (russisch Светлана Вианоровна Корсая, georgisch სვეტლანა კორსაია; * 25. Februar 1954 in Tquartschal, Abchasische ASSR) ist eine sowjetische bzw. georgische bzw. abchasische Journalistin und Kunstwissenschaftlerin abchasischer Herkunft.

## Leben
Nach dem Mittelschulabschluss 1970 in Kutol, Rajon Otschamtschira, studierte Korsaja in Sochumi an dem nach Maxim Gorki benannten Sochumier Staatlichen Pädagogischen Institut (SGPI) im Abchasisch-Russisch-Sektor der Philologischen Fakultät und ab 1972 in Moskau an dem nach Anatoli Lunatscharski benannten Staatlichen Institut für Theaterkunst (GITIS) in der Theater-Fakultät mit Abschluss 1977. Von 1979 bis 1982 war sie Aspirantin am GITIS und verteidigte 1985 ihre Dissertation über die Inszenierung des abchasischen heroisch-romantischen Dramas mit Erfolg für die Promotion zur Kandidatin der Kunstwissenschaft.
Ab 1977 arbeitete Korsaja in Sochumi und leitete den Literatur-Teil des Abchasischen Staatlichen Tschanba-Theaters, um dann ins Kulturministerium der Abchasischen ASSR versetzt zu werden.
Seit der Gründung der Kunstzeitschrift Apsny aijasara 1979 ist Korsaja dort Abteilungsredakteurin. Während des Georgisch-Abchasischen Kriegs 1992/1993 war sie Kriegskorrespondentin des Hörfunksenders Stimme Abchasiens. Sie war an der Gründung des Korrespondentenbüros der in Naltschik herausgegebenen Zeitung Nart beteiligt, die in 40 Länder mit kaukasischer Diaspora verschickt wurde. Sie leitete 1993 und 1994 die Literatur- und Kunstabteilung des abchasischen Hörfunks. Seit 2007 ist sie Redakteurin beim abchasischen Fernsehen.
Im Juli 2015 wurde Korsaja zur Direktorin des Gulia-Museums in Sochumi ernannt.

## Ehrungen, Preise
- Verdiente Kulturarbeiterin der Republik Abchasien (2013)[2]
- Abchasischer Orden Achds-Apscha III. Klasse (Orden des Ruhms und der Ehre) (2015)[4]